# فهرست وابسته‌های دیپلماتیک السالوادور

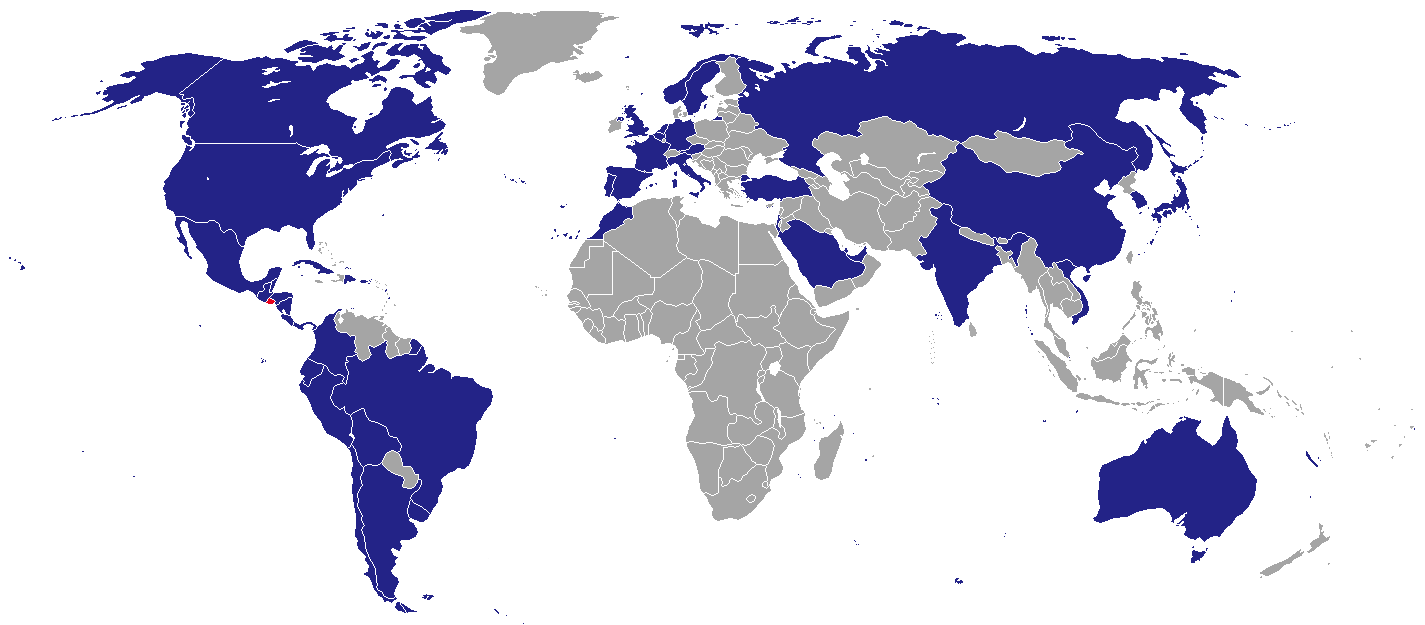
ماموریت‌های دیپلماتیک السالوادور

این صفحه فهرستی از ماموریت‌های دیپلماتیک کشور السالوادور به همراه مراکز کنسولگری در سراسر جهان است. السالوادور کشوری کوچک در آمریکای مرکزی می‌باشد که روابط خارجی میانه ای با کشورهای جهان دارد.

## آمریکا
- آرژانتین
  - بوئنوس آیرس (سفارت)
- بلیز
  - بلموپان (سفارت)
- بولیوی
  - لاپاز (سفارت)
- برزیل
  - برازیلیا (سفارت)
- کانادا
  - اتاوا (سفارت)
  - مونترآل (سرکنسولگری)
  - تورنتو (سرکنسولگری)
  - ونکوور (سرکنسولگری)
- شیلی
  - سانتیاگو (سفارت)
- کلمبیا
  - بوگوتا (سفارت)
- کاستاریکا
  - سان خوزه (سفارت)
- کوبا
  - هاوانا (سفارت)
- جمهوری دومینیکن
  - سانتو دومینگو (سفارت)
- اکوادور
  - کیتو (سفارت)
- گواتمالا
  - گواتمالاسیتی (سفارت)
- هندوراس
  - تگوسیگالپا (سفارت)
  - Choluteca (سرکنسولگری)
  - سن پدرو سولا (سرکنسولگری)
- مکزیک
  - مکزیکو سیتی (سفارت)
  - مونتری (سرکنسولگری)

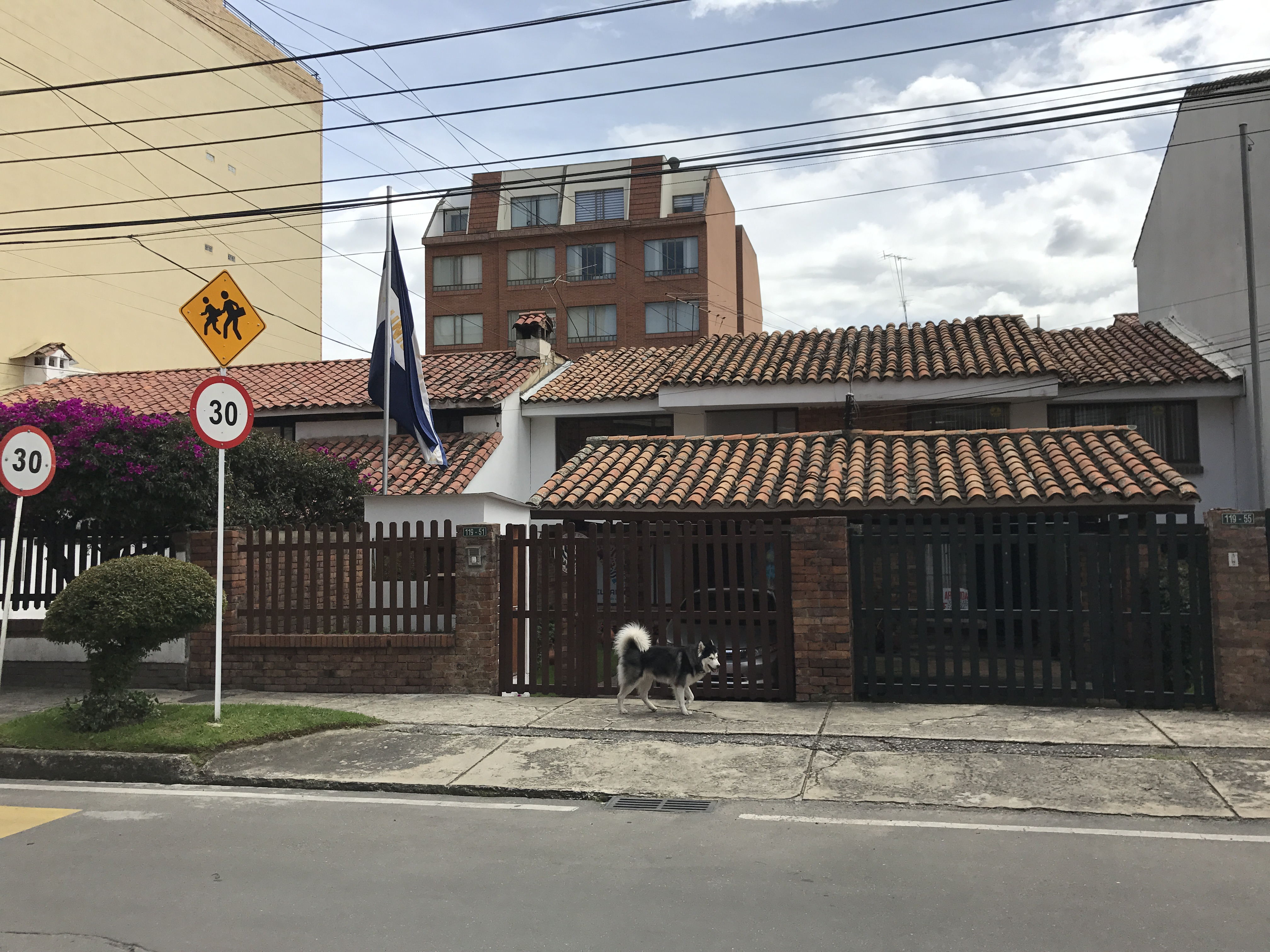
سفارت السالوادور در بوگوتا

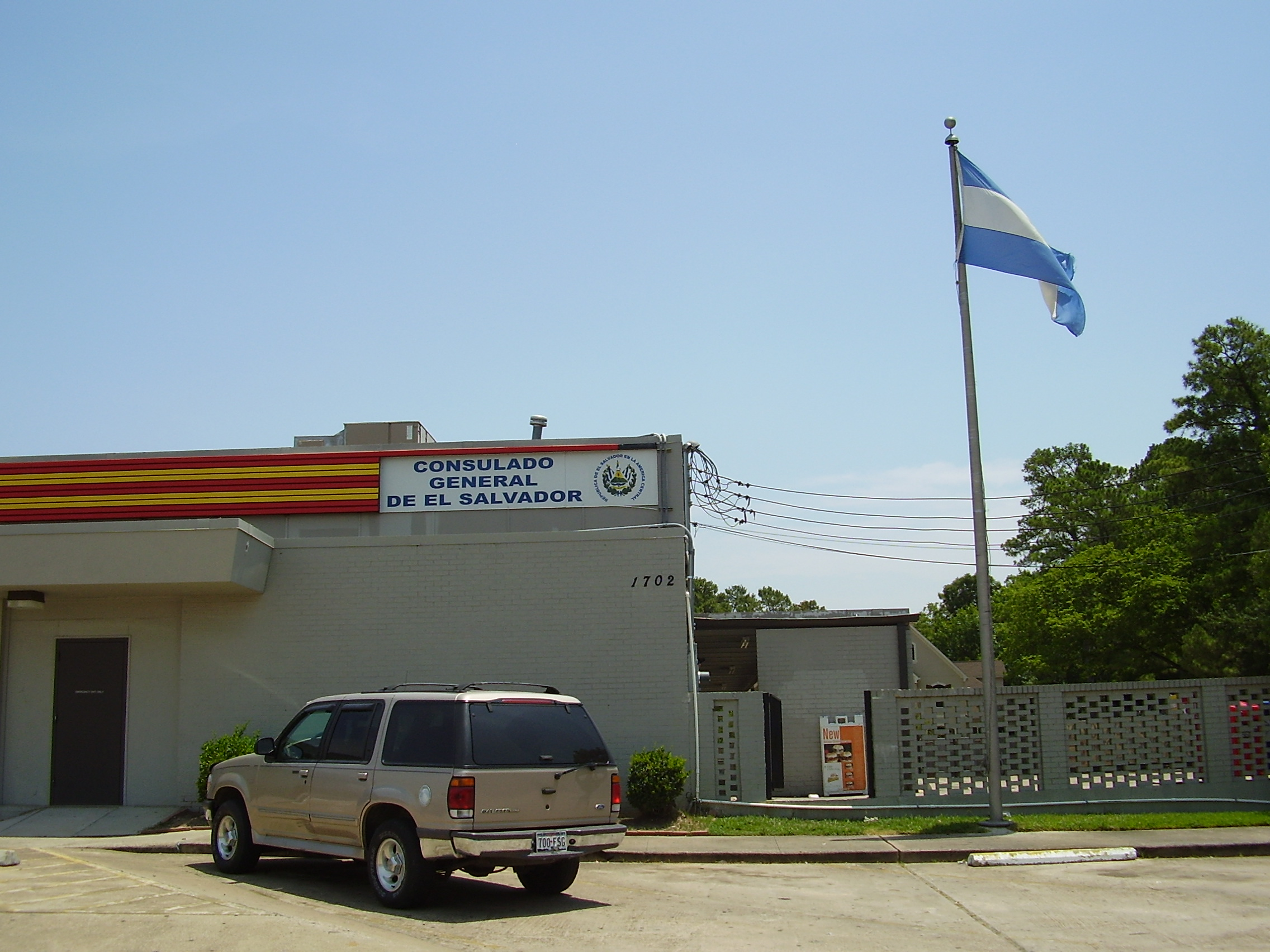
سرکنسولگری السالوادور در هوستون

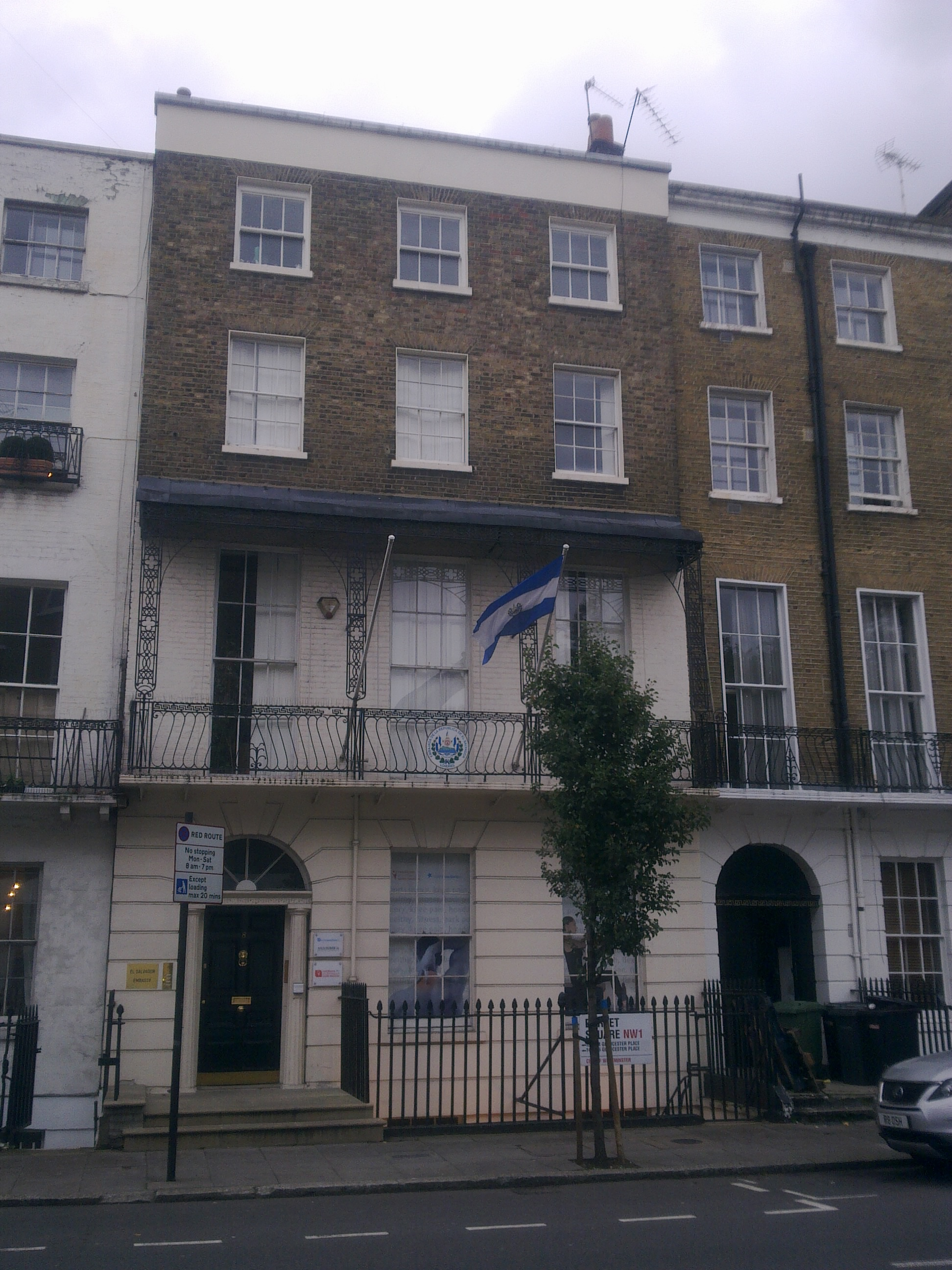
سفارت السالوادور در لندن

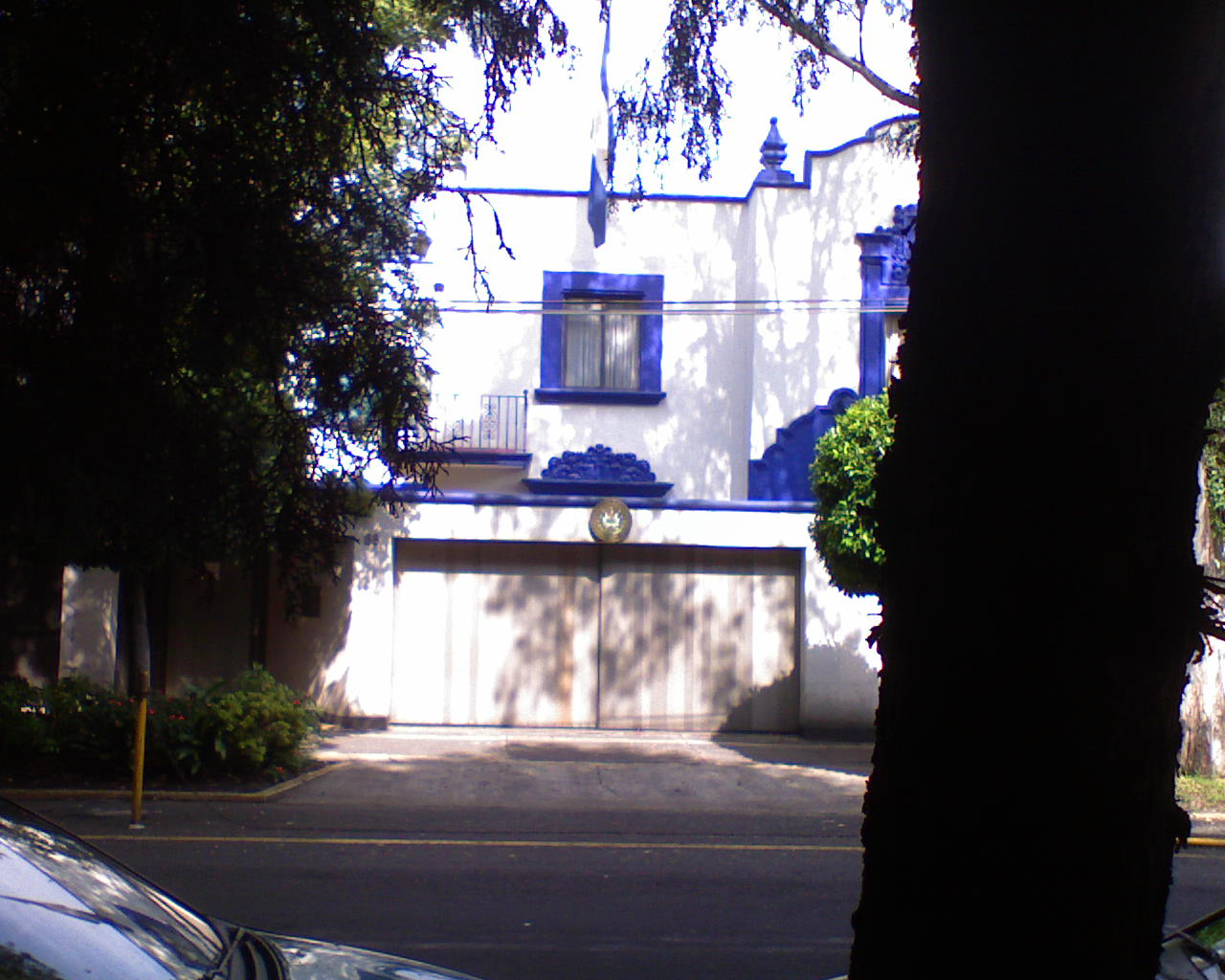
سفارت السالوادور در مکزیکو سیتی

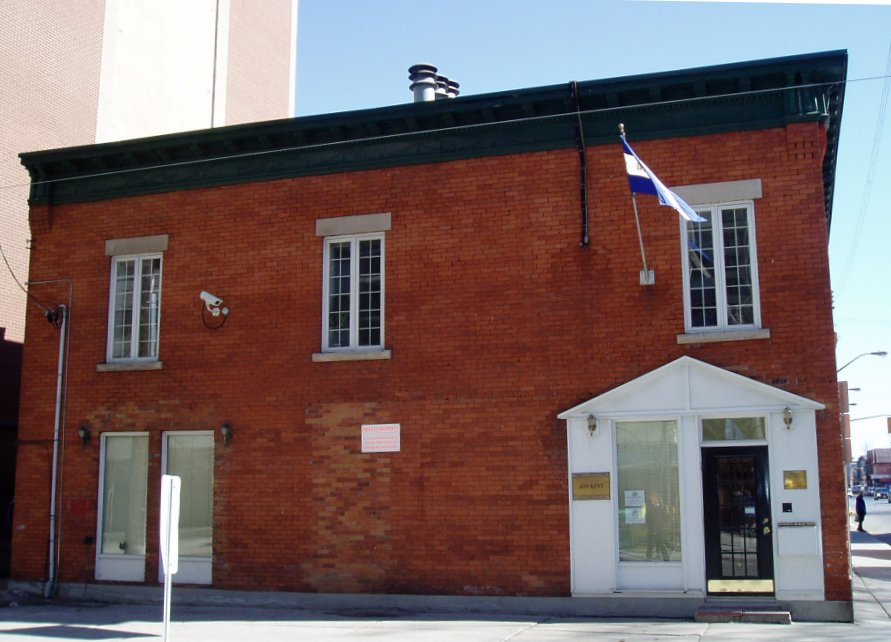
سفارت السالوادور در اتاوا

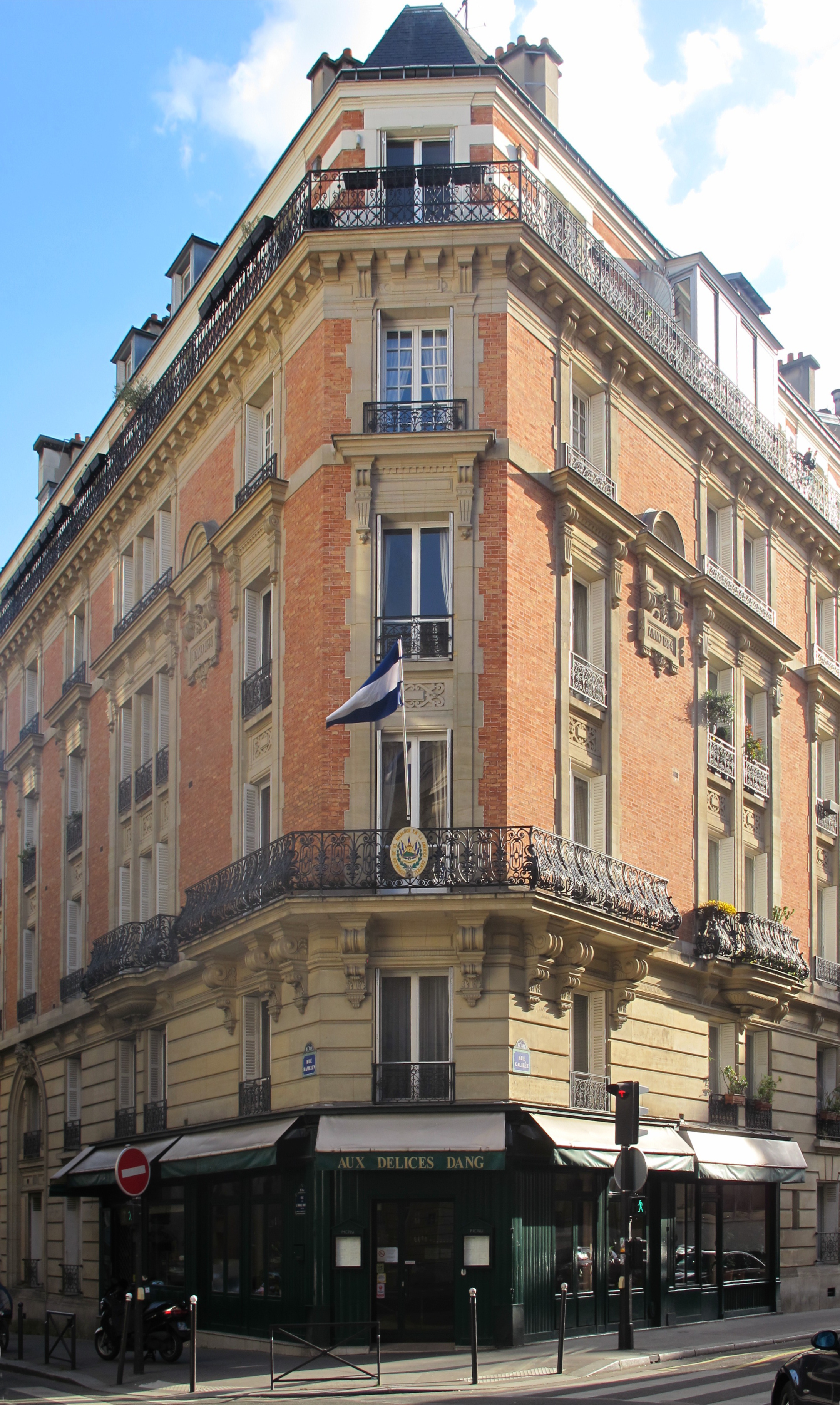
سفارت السالوادور در پاریس

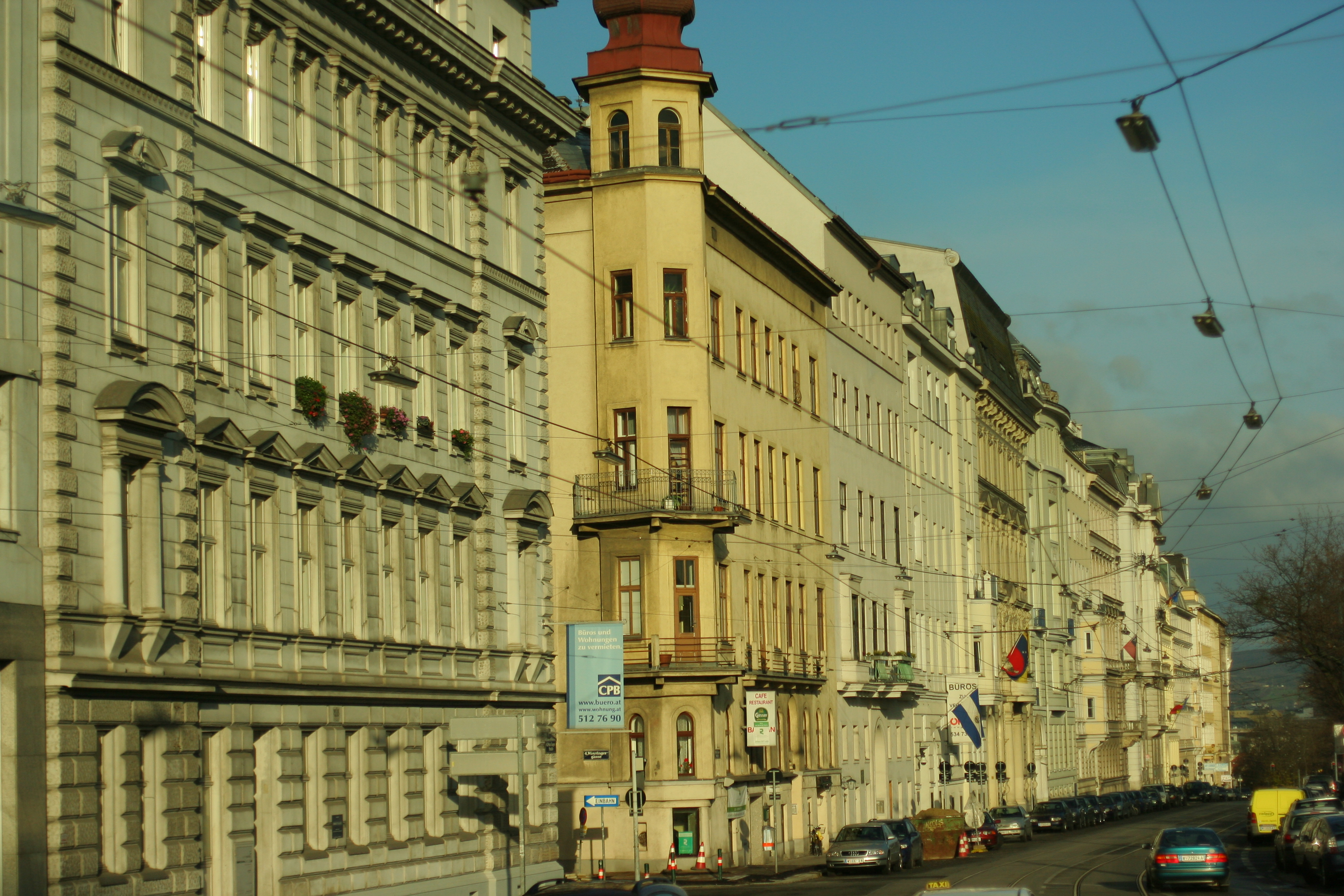
سفارت السالوادور در وین

  - سان لوئیس پوتوسی، سان لوئیس پوتوسی (سرکنسولگری)
  - تاپاچولا (سرکنسولگری)
  - وراکروز (سرکنسولگری)
  - اکایوکان (کنسولگری)
  - کومیتان (کنسولگری)
- نیکاراگوئه
  - ماناگوئه (سفارت)
- پاناما
  - پاناماسیتی (سفارت)
- پرو
  - لیما (سفارت)
- ترینیداد و توباگو
  - پرت آو اسپاین (سفارت)
- ایالات متحده آمریکا
  - واشینگتن دی سی (سفارت)
  - آرورا (سرکنسولگری)
  - بوستون (سرکنسولگری)
  - برنت وود (سرکنسولگری)
  - شیکاگو (سرکنسولگری)
  - دالاس (سرکنسولگری)
  - دورال (سرکنسولگری)
  - الیزابت (سرکنسولگری)
  - هیوستون (سرکنسولگری)
  - لاس وگاس (سرکنسولگری)
  - لس آنجلس (سرکنسولگری)
  - مک‌آلن (سرکنسولگری)
  - نیویورک (سرکنسولگری)
  - سان فرانسیسکو (سرکنسولگری)
  - سیاتل (سرکنسولگری)
  - سیلور اسپرینگ (سرکنسولگری)
  - توسان (سرکنسولگری)
  - Woodbridge (سرکنسولگری)
  - Woodstock (سرکنسولگری)
- اروگوئه
  - مونته ویدئو (سفارت)
- ونزوئلا
  - کاراکاس (سفارت)

## آسیا
- هند
  - دهلی نو (سفارت)
- اسرائیل
  - تل‌آویو (سفارت)
- ژاپن
  - توکیو (سفارت)
- قطر
  - دوحه (سفارت)
- کره جنوبی
  - سئول (سفارت)
- تایوان
  - تایپه (سفارت)

## اروپا
- اتریش
  - وین (سفارت)
- بلژیک
  - بروکسل (سفارت)
- فرانسه
  - پاریس (سفارت)
- آلمان
  - برلین (سفارت)
- سریر مقدس
  - واتیکان (سفارت)
- ایتالیا
  - رم (سفارت)
  - میلان (سرکنسولگری)
- هلند
  - لاهه (سفارت)
- روسیه
  - مسکو (سفارت)
- اسپانیا
  - مادرید (سفارت)
  - بارسلون (سرکنسولگری)
- سوئد
  - استکهلم (سفارت)
- سوئیس
  - ژنو (سفارت)
- بریتانیا
  - لندن (سفارت)

## اقیانوسیه
- استرالیا
  - کانبرا (سفارت)
  - ملبورن (سرکنسولگری)

## سازمان‌های چندجانبه
- اتحادیه اروپا

- - بروکسل (مأموریت به اتحادیه اروپا)
- سازمان ملل متحد
  - ژنو (مأموریت دائمی به سازمان ملل متحد و سازمان‌های بین‌المللی)
  - نیویورک (مأموریت دائمی)
- یونسکو
  - پاریس (مأموریت دائمی)
- سازمان غذا و کشاورزی
  - رم (مأموریت دائمی)
- سازمان کشورهای آمریکایی
  - واشینگتن (مأموریت دائمی)